# Isra og miraj
Israʾ og Miʿraj (arabisk: الإسراء والمعراج, al-’Isrā’ wal-Miʿrāj) er de to dele af natterejsen, som muslimer mener, profeten Muhammed (AD 570–632) foretog i løbet af en enkelt nat omkring år 620 (Hijra år 0 – 1). Inden for islam er "flertallet" af lærde enige om, at rejsen var både fysisk og åndelig. En kort omtale af historien findes i det 17. sura (kapitel) i Koranen, kaldet al-Isra', mens detaljer om historien findes i hadith (de andre hellige skrifter i islam).

## Isra
'Isra var den første rejse, som Muhammed foretog. Det gik ifølge islamisk tradition mellem Mekka og Jerusalem. Rejsen begyndte med, at Muhammed faldt i søvn lige uden for Kaba i Mekka,, som han besøgte i løbet af natten for at læse Koranen. Det natlige besøg skyldtes, at han ville være alene med Gud, da han gennemgik en personlig krise. Krisen skyldtes hovedsageligt to ting: På den ene side var to nære slægtninge gået bort, og på den anden side havde han svært ved at få tilhængere til at følge den islamiske lære, som han troede, Gud havde givet ham.
Muhammed bliver i historien vækket af Gabriel, som opfordrer ham til at bestige Buraq, et bevinget hestelignende dyr, som bringer Muhammed og Gabriel til Al-Aqsa (dvs. Tempelbjerget i Jerusalem), hvor Muhammed binder sin buraq til Tempelpladsens vestmur, Grædemuren, og stiger derefter til fods op til Tempelbjerget. Der møder han flere tidligere profeter, Ibrahim (Abraham), Musa (Moses) og Isa (Jesus) som han hævder at lede i bøn.

## Mi’raj
Miraj (opstigning) er den anden rejse, der gik fra Tempelbjerget op til Gud og tilbage til jorden igen. Efter bønnen løftes Muhammed og Gabriel op til Gud. På vejen passeres de syv himle, som er "bevogtet" af tidligere profeter. Over den sidste himmel møder Muhammed Gud, der giver ham til opgave at få muslimerne til at bede den obligatoriske ṣalāt (rituel bøn) 50 gange om dagen. På vej tilbage til Jorden møder han Moses, som hævder, at 50 bønner om dagen er for meget af en byrde for folket. Muhammed vender tilbage til Gud for at genforhandle antallet af bønner. Forhandlingerne stopper, efter flere runder frem og tilbage mellem Moses og Gud, ved fem bønner om dagen, hvilket er en af islams fem søjler.

## Fejring
Rejsen og opstigningen er markeret som en af de mest fejrede datoer i den islamiske kalender-27. i den islamiske måned Rajab.